# Quiriguá
Quiriguá (mayanski glif: ) je bio veliki pretkolumbovski grad Maya; danas arheološki lokalitet u jugoistočnom gvatemalskom departmanu Izabal. Smješten je u općini Amates, na desnoj obali rijeke Motagua, na 75 m nadmorske visine gdje se riječna dolina širi u ravnicu koja je redovito bila poplavljena i time jako plodna. Danas rijeka teče cijeli kilometar južnije od središta Quirigue, koji se nalazi 48 km sjeverno od drugog važnog središta Maya, grada Copána u Hondurasu.
Iako je ritualna arhitektura Quirigue jako skromna, ona ima raskošne skulpture, uključujući i najveće monolitne pretkolumbovske spomenike podinute u Amerikama općenito. Zbog toga je Arheološki park Quiriguá upisan na UNESCO-ov popis mjesta svjetske baštine u Sjevernoj Americi još 1981. godine jer su „njegove dojmljive stele i kameni kalendari iz 8. stoljeća nezamjenjivi izvori za proučavanje civilizacije Maya, a njegove zoomorfne i antropomorfne skulpture su među najatraktivnijim pretkolumbovskim spomenicima općenito”.

## Povijest
Naseljen još od 2. stoljeća, Quiriguá je oko 550. godine postao gradom, kada je započela izgradnja akropole. Eksploatacija žada i opsidijana u gornjoj dolini rijeke Motagua, kojom je čvrsto Quiriguá čvrsto vladala, izrodila je profitabilnu robnu razmjenu s obalnim lukama na Karibima. Ovaj monopol je postojao do kraja 9. stoljeća.
Procvat je grad Quiriguá doživio nakon 738. godine kada je kralj K'ak' Tiliw Chan Yopaat (723. – 84.), prvi vladar koji je identificiran sa sigurnošću, pobijedio obližnju mayansku prijestolnicu Copán, koji je do tada vladao Quiriguom. Tada je Quiriga postala prijestolnicom i upravnim središtem autonomne i prosperitetne države.
Iz razloga koji nisu potpuno jasni, Quirigua je u 10. stoljeću počeo propadati i u vrijeme dolaska europskih konkvistadora, kontrolu nad putom žaa je preuzeo Nito, grad bliže Karipskom moru.
God. 1840. Frederick Catherwood je otkrio njegove ruševine i objevio je crteže njegove dvije stele u knjizi Johna L. Stephensa, Događaji na putovanju srednjom Amerikom, Chiapas i Yucatan. Od 1881. – 83., Alfred Maudslay je detaljno istražio ruševine, fotorafirao ih i odlio u gipsu najvažnije spomenike, čiji su odljevi danas u Britanskom Muzeju u Londonu. God. 1910. cijelo okolno područje je postalo nasadom banana, a 120.000 m² je proglašeno arheološkom zaštićenom zonom.
Nakon detaljne studije Sveučilišta Pennsylvania i udruženja National Geographic od 1975. – 80. godine, zaštićeno područje je uvećano na 3 km² i proglašeno je Arheološkim parkom koji je 1981. godine postao UNESCO-ova svjetska baština.
Kako je Quirigua sagrađen u području velikog seizmičkog rizika, arheološki lokalitet je pretrpio nekoliko snažnih potresa u povijesti. Pored toga, nekoliko spomenika je žrtva ubrzane erozije zbog tropske klime.

### Popis vladara Quirigue
| - "Duh Tok" – 426.-? - Tutuum Yohl K'inich – oko 455. - "Kornjačin oklop" – oko 480.-? - "Korpa lubanja" – nepoznata vladavina - Mih Toh – 493.-? | - K'awiil Yopaat – oko 653.-? - K'ak' Tiliw Chan Yopaat, poznat i kao "Cauac Nebo" ili "Kawak Nebo") – 724. – 85. - "Xul Nebo" – 785.-oko 795. - "Jantarno Nebo" – oko 800.-oko 810. |

## Znamenitosti
Monumentalni kompleksi koji se nalaze oko središnjeg trga, ceremonijalni trg i trg hramova su izvanredno složeni s vrlo razrađenim sustavom piramida, terasa i stubišta, koji su potpuno promijenili prirodnu konfiguraciju tla.
Proizvodnja monolitnih kamenih spomenika, stela, s tekstovima hijeroglifa, definira početak i kraj klasičnog razdoblja civilizacije Maya (600. – 900.). Stele su i dalje glavni pismen ekronike ove izgubljene civilizacije, ali i ključ za njihov visoko napredan sustav kalendara. Kao i većina Maya spomenika, one su podignute u spomen na neko razdoblje i značajne povijesne događaje. Tijekom kratkog vremena podizanja stela, Quirigua je bio jedan od samo dvaju gradova gdje su se redovito dizali spomenici koji obilježavaju kraj petogodišnjeg razdoblja. Ove ogromne kamene monolitne skulpture su vješto su izrezbarene bez uporabe metalnog oruđa, jedinim dostupnim alatima - kamenim dlijetima i drvenim batovima. Većina spomenika je licem okrenuto sjeveru, čime je rano jutarnje sunce isticalo reljefnost površine.
Stela E je bila posvećena 771. godine i najpoznatiji je kamen Maya na svijetu. Ona je visoka 10,6 m, 1,5 m široka i debela 1,2 m, te teži oko 59 tona. Ovaj divovski biljeg stoji kao spomenik drevne civilizacije Maya i zaboravljenog vladara grada Quirigua koji je na njegovom pročelju prikazan, tri puta veći od prirodne veličine. U neposrednoj blizini nalaze se 21 drugi spomenik, koji su najbolji primjeri klasičnog mayanskog klesarstva.

## Poveznice
- Pretkolumbovska umjetnost
- Palenque (Meksiko)
- Tikal i Takalik Abaj (Gvatemala)
- Copan (Honduras)

## Vanjske poveznice
- Enigmatic Quiriguá  Arhivirana inačica izvorne stranice od 2. siječnja 2003. (Wayback Machine) (engl.)
- Povijest i galerija fotografija  Arhivirana inačica izvorne stranice od 18. prosinca 2008. (Wayback Machine) (engl.)